# Acibenzolar-S-methyl
Acibenzolar-S-methyl (Abkürzung BTH) ist eine chemische Verbindung, die als Fungizid verwendet wird. BTH leitet sich von Acibenzolar ab. Der Wirkstoff greift in die Salicylsäure-Synthese ein und führt so zur Auslösung einer systemisch aktivierten Resistenz.
Es gilt als unbedenklich für den Verbraucher und wird schon bei Tomaten gegen bakterielle Krankheiten eingesetzt. Bei Weintrauben wiesen Versuche nach, dass BTH behandelte Weintrauben mehr Anthocyane (antioxidative Wirkung vermutet) enthielten als unbehandelte.
Acibenzolar-S-methyl wurde 1996 von Ciba-Geigy (jetzt Syngenta) eingeführt.

## Synthese
Eine Synthese geht von 2-Chlor-3-nitrobenzoesäuremethylester aus, das mit Benzylmercaptan zu einem Thioether (3-Amino-2-benzylthio-benzoesäuremethylester) reagiert. Mit Natriumnitrit und konzentrierter Salzsäure entsteht 7-Methoxycarbonylbenzo-1,2,3-thiadiazol. Natronlauge verseift den Methylester. Reaktion mit Thionylchlorid (und Methylmercaptan) ergibt das Endprodukt.

## Zulassung
In der Europäischen Union war Acibenzolar-S-methyl bis Juli 2024 als Wirkstoff für Pflanzenschutzmittel zugelassen. In  der Schweiz sind Präparate mit dem Wirkstoff erhältlich.
Nach der Rückstands-Höchstmengenverordnung des Bundesministeriums für Verbraucherschutz dürfen nur 0,02 mg/kg von Acibenzolar-S-methyl in Eiern, Fleisch und Milchprodukten vorhanden sein.